# Autostrada A26 (Belgia)
Autostrada belgiană A26 (denumire europeană E25), supranumită «Autostrada Soarelui» (în franceză Autoroute du Soleil), este o autostradă care pornește de la A602, în apropierea sudului orașului Liège, și se unește cu A4 (E411) la nodul rutier de la Neufchâteau, în nord-estul localității Neufchâteau, în provincia Luxemburg. Această autostradă trece pe lângă numeroase atracții turistice, precum circuitul Spa-Francorchamps, grotele Remouchamps, Baraque de Fraiture, Bastogne ș.a.

## Istoric
Darea în folosință a secțiunilor:
- 1976 : Secțiunea Chenée – Beaufays
- noiembrie 1978 : Secțiunea Beaufays – Remouchamps
- 1982 : Secțiunea Grosses Battes (nod rutier) – Chenée
- 1982 : Secțiunea Remouchamps – Ferrières-Werbomont
- decembrie 1982 : Secțiunea Mont Houffalize – Mabompré
- 30 06 1983 : Secțiunea Ferrières-Werbomont – Baraque de Fraiture
- iunie 1987 : Secțiunea Villeroux – Nives Vaux-sur-Sûre
- 29 06 1989 : Secțiunea Nives Vaux-sur-Sûre – nodul rutier Neufchâteau
- 27 06 1990 : Secțiunea Mabompré – Villeroux
- 27 06 1990 : Secțiunea Baraque de Fraiture – Mont Houffalize

## Traseu
| Descrierea traseului     | |             |
| A602 E25                 | |             |
| A26 E25                  | |             |
| 38 - Grosses Battes      | Orașe deservite: Marche-en-Famenne, Grivegnée, Angleur, Centrul comercial Belle-Île, Centrul comercial Médiacité. | N633        |
| 39b - 18 Arcades         | Oraș deservit: Angleur (nod rutier parțial).                                                                      |             |
|                          | Podul Sauheid (70 m).                                                                                             |             |
| 39 - Chênée              | Orașe deservite: Chênée, Chaudfontaine.                                                                           | N601        |
| 40 - Embourg             | Orașe deservite: Embourg, Universitatea Liège, Spitalul Universitar.                                              | N609        |
| 41 - Tilff               | Orașe deservite: Tilff, Hamoir (nod rutier parțial).                                                              | A602        |
| 42 - Tilff Cortil        | Orașe deservite: Beaufays, Tilff.                                                                                 | N689        |
| 43 - Beaufays            | Orașe deservite: Beaufays, Chaudfontaine.                                                                         | N30         |
| 44 - Gomzé-Andoumont     | Orașe deservite: Gomzé-Andoumont, Esneux, Beaufays (nod rutier parțial).                                          | N674        |
|                          | Zonă de servicii: Noidré (în ambele sensuri).                                                                     |             |
| 45 - Sprimont            | Orașe deservite: Spa, Verviers, Theux, Louveigné, Sprimont, Zona industrială Zonings.                             | N678        |
| 46 - Remouchamps         | Orașe deservite: Spa, Sougné-Remouchamps, Aywaille.                                                               | N662        |
|                          | Viaductul Sécheval (340 m).                                                                                       |             |
|                          | Viaductul Remouchamps (939 m).                                                                                    |             |
| 47 - Harzé               | Orașe deservite: Harzé, Stoumont.                                                                                 | N30b        |
| 48 - Werbomont Ferrières | Orașe deservite: Huy, Hamoir, Malmedy, Stavelot, Lierneux, Trois-Ponts, Stoumont, Ferrières.                      | N66         |
| 48b - Harre              | Oraș deservit: Manhay (nod rutier parțial).                                                                       | N30         |
|                          | Zonă de parcare: Fagne (în ambele sensuri).                                                                       |             |
|                          | Granița provincială între Liège și Luxemburg.                                                                     |             |
| 49 - Manhay              | Orașe deservite: Manhay, Lierneux, Malmedy, Stavelot, Zona Industrială Vaux-Chavannes.                            | N651        |
| 50 - Baraque de Fraiture | Orașe deservite: La Roche-en-Ardenne, Vielsalm, Zona Industrială Dochamps.                                        | N89         |
|                          | Zonă de parcare: Les Nutons (în ambele sensuri).                                                                  |             |
| 51 - Mont Houffalize     | Orașe deservite: Sankt Vith, Gouvy, Houffalize, valea Ourthe.                                                     | N30         |
|                          | Viaductul Houffalize (370 m).                                                                                     |             |
| 52 - Mabompré            | Orașe deservite: Mabompré, Noville, Bertogne.                                                                     | N847        |
|                          | Zonă de parcare: Withimont (în ambele sensuri).                                                                   |             |
| 53 - Hemroulle Bastogne  | Orașe deservite: Bastogne-Hemroulle, Bastogne, Clervaux, Bastogne-Longchamps.                                     | N854        |
| 54 - Bastogne            | Orașe deservite: Namur, Marche-en-Famenne, Diekirch, Martelange, Zona Industrială Bastogne.                       | N4 N84      |
| 55 - Villeroux           | Orașe deservite: Sibret, Zona Industrială Villeroux.                                                              | N85         |
|                          | Zonă de parcare: Remichampagne (în ambele sensuri).                                                               |             |
| 56 - Nives Vaux-sur-Sûre | Orașe deservite: Vaux-sur-Sûre, Martelange, Saint-Hubert.                                                         | N848        |
|                          | Pod peste râul Sauer.                                                                                             |             |
| Neufchâteau              | Nod rutier între A4 și A26: Neufchâteau, Namur, Bruxelles; Arlon, Luxemburg.                                      | A4 E25 E411 |
| A26 E25                  | |             |